# Keila (rivier)
De Keila is een rivier in Estland. Ze heeft een lengte van 107 kilometer en bestrijkt een stroomgebied van 692 km². De rivier ontspringt in de buurt van Juuru in de provincie Raplamaa om via de provincie Harjumaa uit te monden in de Finse Golf. Onderdeel van de rivier is de Keilawaterval.
De rivier stroomt onder andere door de plaats Kohila.

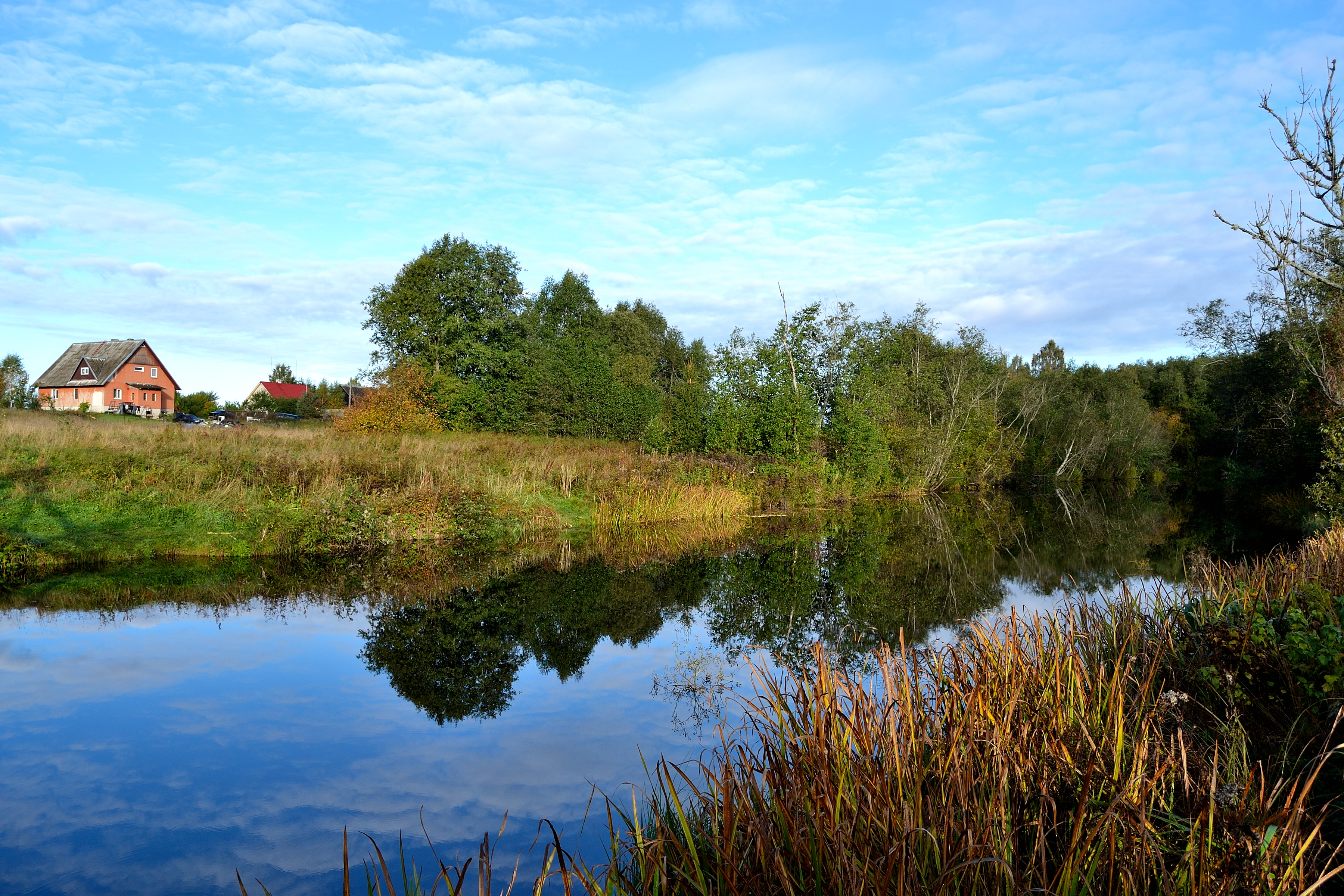
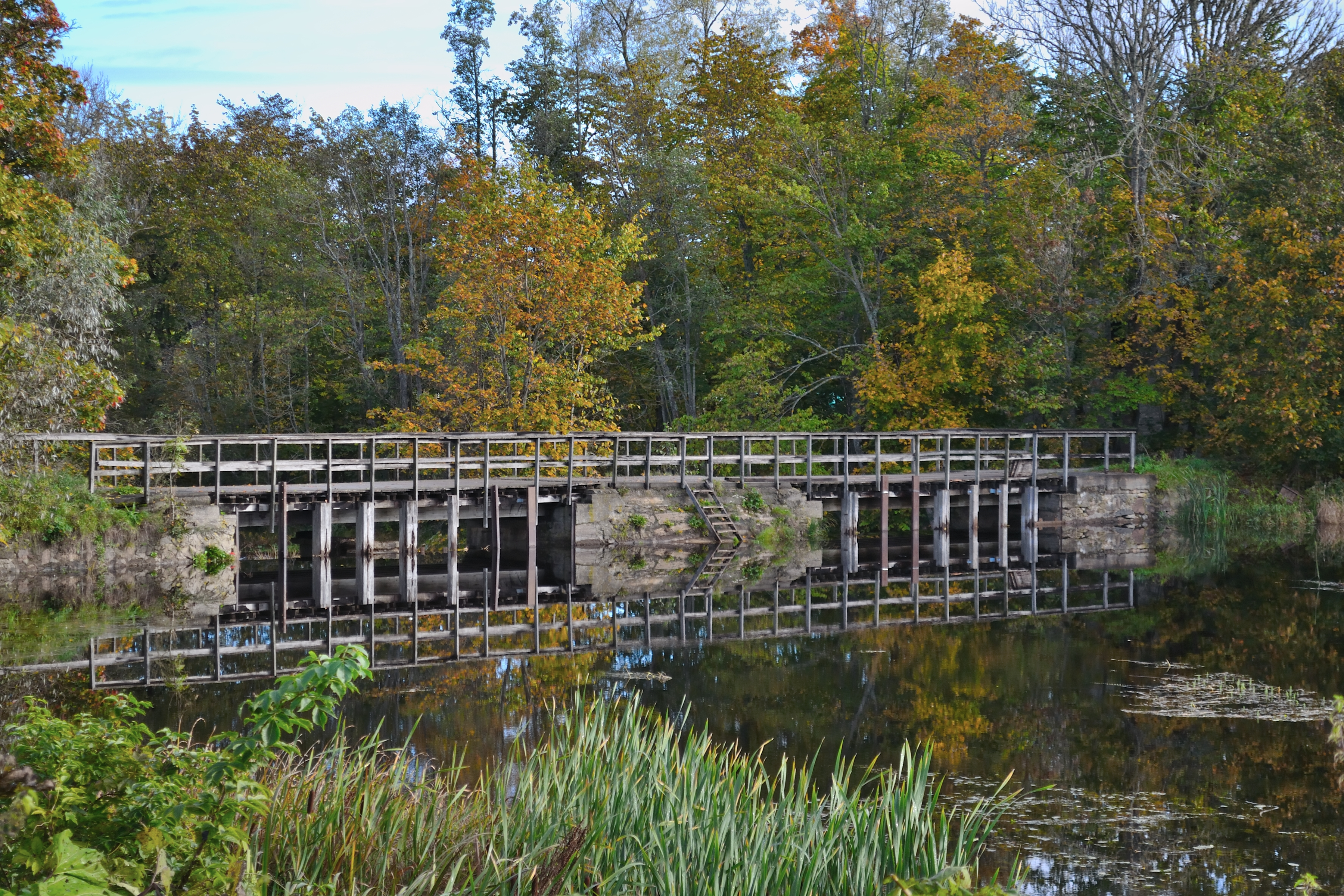
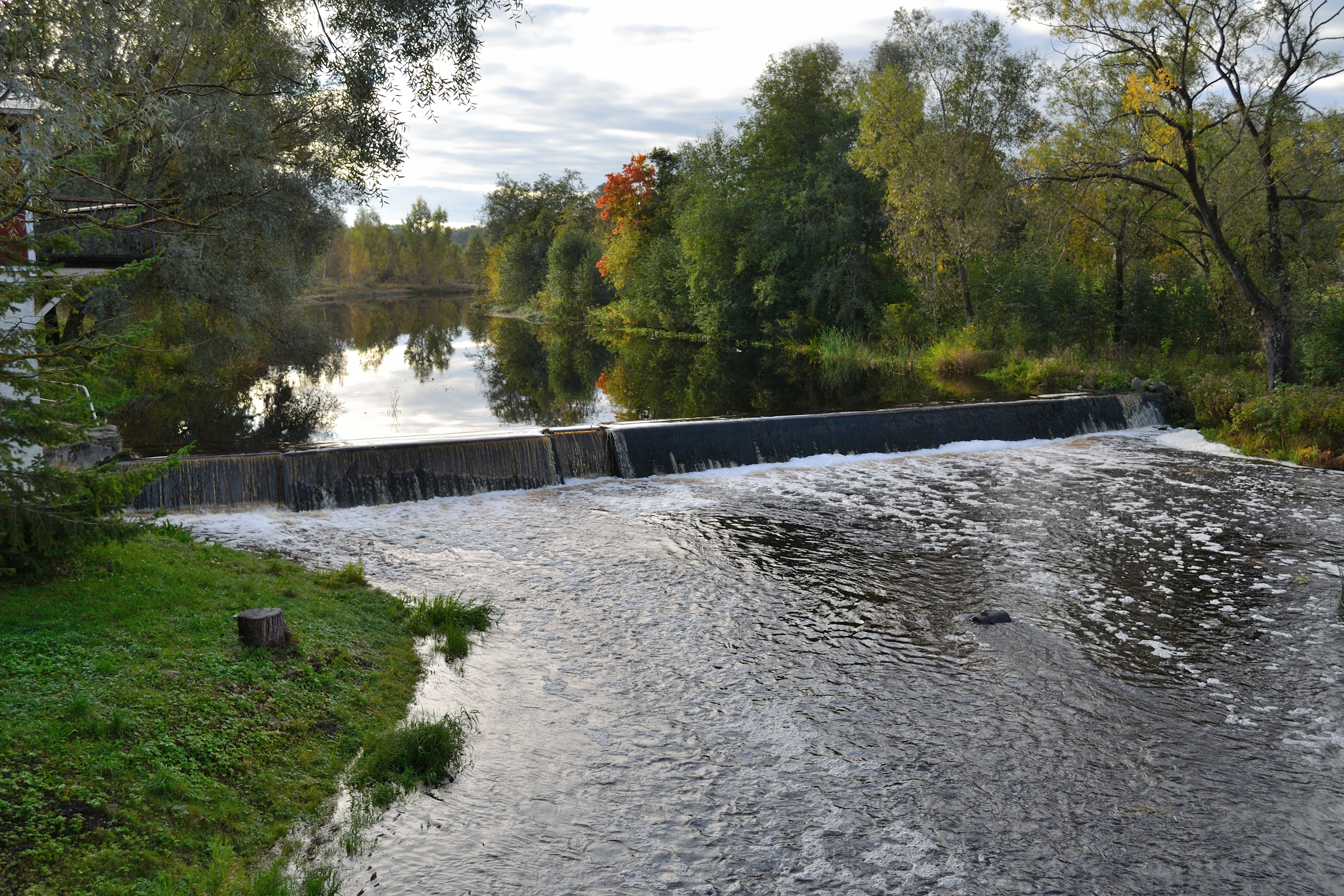
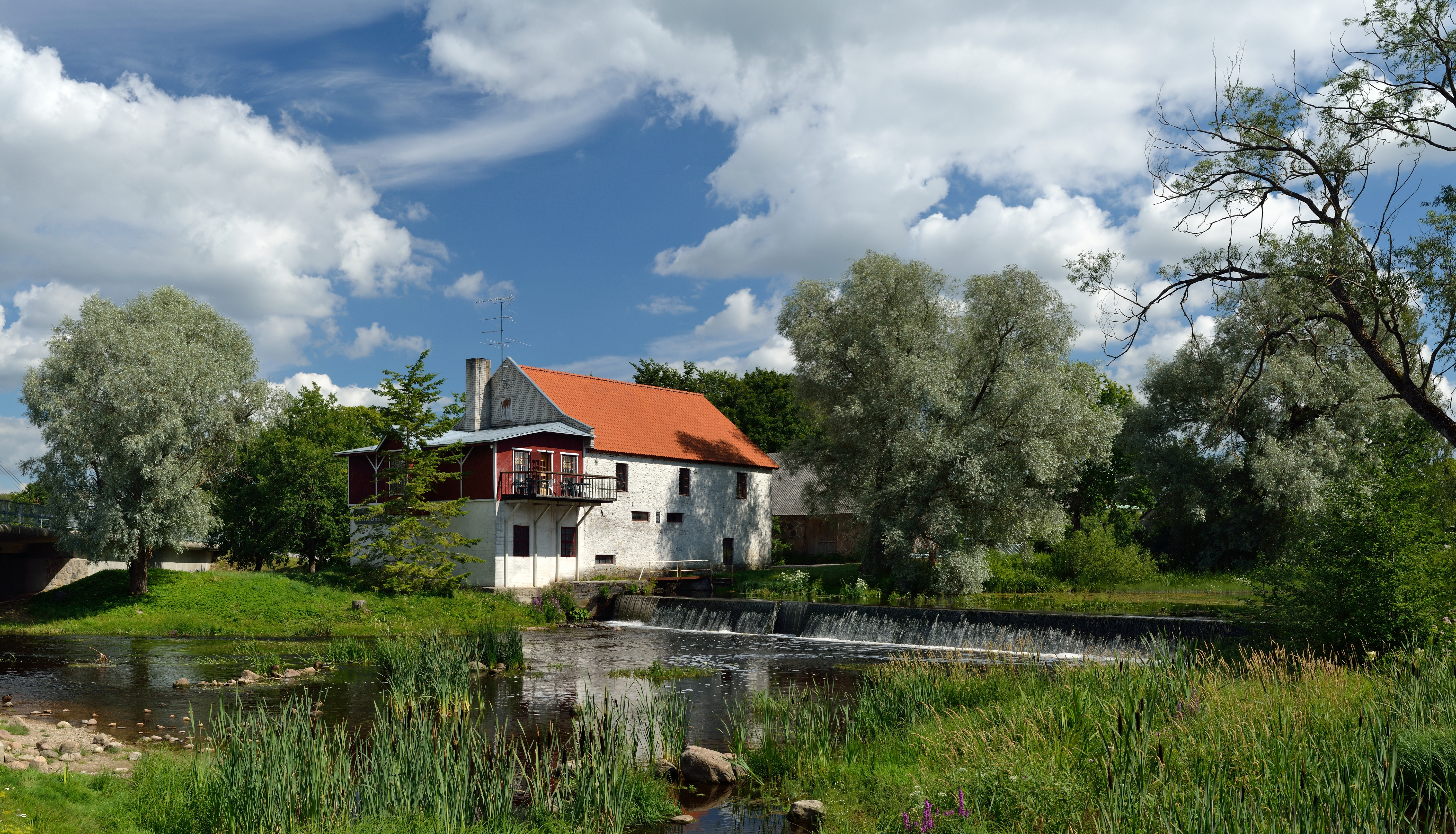

- Nationale Bibliotheek van Israël: 987009294044805171
- Virtual International Authority File: 142111616